# 春なのに
「春なのに」（はるなのに）は、1983年1月11日に発売された柏原芳恵の12枚目のシングル。

## 概要
本楽曲は、シンガーソングライターの中島みゆきが作詞・作曲を手掛けた。また、その後も中島は柏原に楽曲を提供している。
オリコンチャートでは最高位6位まで上昇。33.4万枚を売り上げ、柏原にとって「ハロー・グッバイ」に次ぐ大ヒットシングルとなった。公称シングル売上は61万枚を記録。TBS系『ザ・ベストテン』での最高位は2位で9週ランクイン。また、同曲で『紅白歌合戦』へ初出場を果たした。
現在も卒業ソング春ソングの定番としてよく知られる楽曲であり、柏原は自著『恋人模様』で「芳恵が選んだシングルA面曲ベスト5」の1位にこの曲を挙げた。
1983年2月10日に発売されたこの曲を含む同名タイトルのアルバムは、オリコンチャート最高位4位、公称アルバム売上は32万枚であった。
B面曲の「渚便り」は中島のカバー楽曲で、オリジナルは中島のアルバム『私の声が聞こえますか』（1976年）に収録されている。

## 収録曲
- 全曲作詞・作曲：中島みゆき／編曲：服部克久・J.サレッス

1. 春なのに (3分24秒)
2. 渚便り (3分25秒)

## カバー
- 中島みゆき - 1989年のアルバム『回帰熱』収録。
- マニ★ラバ - 2004年のアルバム『青い想ひ出』収録。ロック色の強いアレンジになっている。
- 南かなこ - 2008年のアルバム『かなこの2枚目のアルバム』、2009年のアルバム『エンカのチカラ -GREAT 80's-』収録。
- SHOWTA. - 2008年のシングル『春なのに』収録。
- SHOWTA. - 2008年のアルバム『EVE』収録。
- お中元 - 2011年のシングル『春の行人』カップリング。
- fumika - 2013年のアルバム『POP SISTER』収録。
- 岩崎良美 - 2013年のカバーアルバム『The Reborn Songs ～シクラメン～』収録。
- 中孝介 - 2013年のカバーアルバム『ベストカバーズ～もっと日本。～』収録。
- 徳永英明 - 2014年のシングル『さよならの向う側/春なのに』カップリング。
- 徳永英明 - 2015年のカバーアルバム『VOCALIST 6』収録。
- 宮本浩次 (エレファントカシマシ) ‐  2021年のアルバム『縦横無尽』収録。

## その他
- 刑事ドラマ『太陽にほえろ！』第639話「春なのに…」は同曲をモチーフにした作品で、劇中でも2番が流れた。
- 今上天皇の好きな曲としても知られている（この曲がきっかけで当時親王（皇孫）だった天皇は柏原のコンサートへ行き、コンサート後に柏原と初対面した）。